# Élections municipales québécoises de 2005
Les élections municipales québécoises de 2005 sont les scrutins tenus le 6 novembre 2005 dans l'ensemble des municipalités de même que dans huit municipalités régionales de comté au Québec. Elles permettent de déterminer les maires et les conseillers de chacune des municipalités locales de même que certains préfets. Ces élections sont les premières tenues en vertu de la Loi sur les élections et les référendums dans les municipalités adoptée en 2001 par l'Assemblée nationale du Québec, qui instaure une nouvelle procédure prévoyant de tenir les élections de tous les postes municipaux dans toutes les municipalités la même journée.

## Cadre législatif
La Loi sur les élections et les référendums dans les municipalités adoptée en 2001 par l'Assemblée nationale du Québec, instaure de nouvelles règles prévoyant de tenir tous les quatre ans les élections de tous les postes municipaux dans toutes les municipalités la même journée, soit le premier dimanche de novembre. Auparavant, les élections municipales ont lieu à l'automne et un terme dure quatre ans. Dans certaines municipalités, les conseillers municipaux sont élus sur la base d'une division territoriale, le district, alors que dans d'autres, les élections sont tenues sans division territoriale. Ces éléments demeurent avec la nouvelle loi. Toutefois, auparavant, chaque année une partie des municipalités va en élections, sur une base rotative. De plus, dans certaines municipalités, le conseil municipal est élu en bloc, c'est-à-dire le maire et tous les conseillers vont en élections en même temps, alors que dans d'autres municipalités, une partie seulement des conseillers se retrouvent en élections, là encore de manière rotative. La nouvelle loi privilégie l'élection de tous les postes une fois tous les quatre ans la même journée. Un autre changement est l'introduction des partis politiques.
Ces élections s'inscrivent à la suite des fusions municipales de 2002, de la constitution des arrondissements et de la reconstitution de municipalités fusionnées
Le greffier ou secrétaire-trésorier de la municipalité est responsable d’assurer la tenue de l’élection, de veiller à son déroulement, depuis les mises en candidature jusqu’à la proclamation d’élection qui suit le scrutin. Le trésorier assure que les aspects financiers entourant les élections respectent les règles, soit le financement politique, le financement des campagnes à la direction des partis politiques et le contrôle des dépenses électorales. Le Directeur général des élections du Québec apporte un soutien aux présidents d’élection et aux trésoriers, veille à l’application des dispositions de la loi, tient le registre des partis politiques et des candidats autorisés, et enfin procède aux enquêtes et aux poursuites requises, le cas échéant. La Commission de la représentation électorale supervise les exercices de délimitation des districts électoraux municipaux. Le ministère des Affaires municipales et de l'Occupation du territoire a la responsabilité d’appliquer la Loi sur les élections et les référendums dans les municipalités et de promouvoir l’exercice de la démocratie municipale.

## Contexte et déroulement
Lors du scrutin, 1 099 postes de maires sont à pourvoir. La plus grande partie (604) des postes de maire est attribuée sans opposition, 495 maires étant élus par la population.
|            | Postes | Élus par scrutin | Femmes         | Réélus         |
| ---------- | ------ | ---------------- | -------------- | -------------- |
| Préfet     | 8      | 4 (50,0 %)       | - (0,0 %)      | 5 (62,5 %)     |
| Maire      | 1 099  | 495 (45,0 %)     | 144 (13,1 %)   | 648 (59,0 %)   |
| Conseiller | 6 963  | 2 662 (38,2 %)   | 1 855 (26,6 %) | 3 347 (48,1 %) |
| Total      | 8 070  | 3 161 (39,2 %)   | 1 999 (24,7 %) | 4 000 (49,6 %) |

## Résultats

### Principales villes
- Élections municipales de 2005 à Montréal
- Élections municipales de 2005 à Québec
- Élections municipales de 2005 à Laval

### Par région
1. Bas-Saint-Laurent
2. Saguenay–Lac-Saint-Jean
3. Capitale-Nationale
4. Mauricie
5. Estrie
6. Région de Montréal
7. Outaouais
8. Abitibi-Témiscamingue
9. Côte-Nord
10. Nord-du-Québec
11. Gaspésie–Îles-de-la-Madeleine
12. Chaudière-Appalaches
13. Région de Laval
14. Lanaudière
15. Laurentides
16. Montérégie
17. Centre-du-Québec

## Statistiques
| Code | MRC                   | Électeurs | Préfet élu       | Réélu | Nb candidats | % voix | Taux de participation |
| ---- | --------------------- | --------- | ---------------- | ----- | ------------ | ------ | --------------------- |
| 04   | Haute-Gaspésie        | 10 128    | Majella Émond    |       | 4            | .      | 51 %                  |
| 11   | Les Basques           | .         | André Leblond    | x     | a            | ...    | ...                   |
| 13   | Témiscouata           | 17 061    | Serge Fortin     |       | 2            | .      | 40 %                  |
| 14   | Kamouraska            | 17 520    | Jean-Guy Charest |       | 5            | .      | 39 %                  |
| 30   | Le Granit             | 17 175    | Maurice Bernier  |       | 3            | .      | 45 %                  |
| 41   | Haut-Saint-François   | .         | Michel Gendron   | x     | a            | ...    | ...                   |
| 41   | Pays-d'en-Haut        | .         | Charles Grenier  | x     | a            | ...    | ...                   |
| 83   | Vallée-de-la-Gatineau | .         | Pierre Rondeau   | x     | a            | ...    | ...                   |

| Code  | Municipalité | Électeurs | Maire élu         | Réélu | Nb candidats | % voix | Taux de participation | Nb chefs d'arr. | Nb conseillers | Nb conseillers élus |
| ----- | ------------ | --------- | ----------------- | ----- | ------------ | ------ | --------------------- | --------------- | -------------- | ------------------- |
| 66023 | Montréal     | 1 113 059 | Gérald Tremblay   | x     | .            | .      | 35 %                  | 19              | .              | .                   |
| 23027 | Québec       | 383 493   | Andrée P. Boucher |       | .            | .      | 51 %                  | .               | 37             | 37                  |
| 71133 | Rigaud       | 5 143     | Réal Brazeau      | x     | a            | ...    | ...                   | -               | 6              | 3                   |